# Mieke Bal

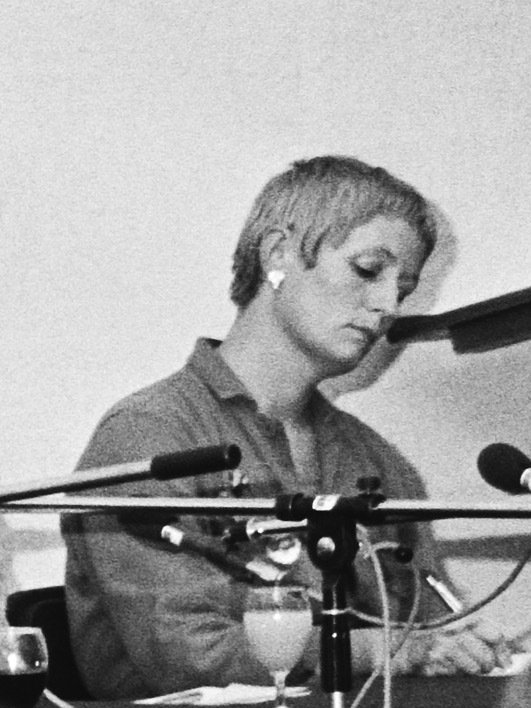
Mieke Bal (1980)

Mieke Bal (ur. 16 marca 1946 w Heemstede) – holenderska krytyczka i teoretyczka kultury, artystka wideo, wykładowca na Królewskiej Akademii Sztuk Pięknych w Amsterdamie oraz Uniwersytetu w Amsterdamie.

## Wykształcenie
W 1969 roku ukończyła romanistykę na Uniwersytecie w Amsterdamie. Doktorat uzyskała na Uniwersytecie w Utrechcie. Pracowała także w Królewskiej Akademii Sztuk Pięknych, Uniwersytecie w Amsterdamie oraz w Uniwersytecie Rochester.

## Zainteresowania naukowe
Jej zainteresowania sięgają od zagadnień biblijnych, czasy antyczne aż do sztuki XVII wieku, sztuki współczesnej, nowoczesnej literatury czy feminizmu. Jest autorką ponad trzydziestu książek. Jako artystka sztuki wideo tworzy eksperymentalne filmy dokumentalne, w których przekłada prywatność i intymność podmiotu nad konstruowaniem opowieści o nich. W swoich filmach powstrzymuje się do wprowadzania narracji głosem oraz od chronologii, tak aby wyjść z porządku asocjacyjnych powiązań. Okazjonalnie działa także jako niezależny kurator wystaw.

## Dzieła

### Wybrane publikacje akademickie
- Thinking in Film Through Eija Liisa Ahtila’s, Contact Spaces, w druku
- Of What One Cannot Speak: Doris Salcedo’s Political Art. Chicago, IL: University of Chicago Press, 2010
- Fragments of Matter: Jeannette Christensen. Bergen: Bergen National Academy of the Arts, 2009
- 2MOVE: Video, Art, Migration. Murcia, Spain: Cendeac, 2008

(with Miguel Á. Hernández Navarro)
- Sleeping Beauty. Chicago, IL: University of Chicago Press, 2008 (with John Sparagana)
- Loving Yusuf: Conceptual Travels from Present to Past. Chicago, IL: University of Chicago Press 2008
- Balthus: Works and Interview. Barcelona: Ediciones Polígrafa, 2008
- Reading “Rembrandt”: Beyond the Word Image Opposition. Cambridge, UK, and New York: Cambridge University Press, 1991; 2nd edition(paperback) 1994; reprint Amsterdam University Press, 2006
- “La última frontera.” In La última frontera/The Last Frontier, 1624. Murcia, Spain: Fundación José García Jiménez, 2011
- “Timely Remains.” In Jussi Niva: Timely Remains, 66-117. Helsinki: Parvs Publishing, 2010[2]
- Narratologia. Wprowadzenie do teorii narracji, Wydawnictwo Uniwersytetu Jagiellońskiego, Kraków 2012[3]

### Wybrane prace i wystawy
- „Długa historia szaleństwa” we współpracy z Michelle Williams Gamaker, w którego skład wchodził 120 minutowy film fabularny oraz instalacje video. Projekt ten był pokazywany dziewięć razy w ciągu jednego w roku, w miejscach takich jak Nova Museum w Turku, oraz Freud Museum w Londynie.
- "Una segunda opportunidad / Sissi’s Treatment/A Second Chanc", jedno-ekranowa projekcja wideo, 2011, wystawiane w Irlandii, Finlandii, Rosji i Hiszpanii
- "The Space In Between", dwu kanałowa projekcja wideo z dywanem i fotelami, 2010, wystawiane w Dublinie, Finlandii i Czechach
- "Office hours", trzy kanałowa rzeźba wideo, 2011, wystawiana w Finlandii i Irlandii[4]

### Wybrane tytuły filmów
- "Mère Folle", 2010
- "Separations", 2009
- "State of Suspension", 2008
- "Becoming Vera", 2008
- "Un Trabajo Limpio", 2007
- "Access Denied", 2005
- "Glub (Hearts)", 2004[4]